# انجمن دوشیزگان و بانوان

تصویر دیانا پارسیان، بازیکن تیم والیبال انجمن، در حالی که لباسی با لوگوی انجمن بر تن دارد، بر روی جلد مجله اطلاعات بانوان شماره ۲۶۲ اردیبهشت ۱۳۴۱ دیده می‌شود.

انجمن دوشیزگان و بانوان انجمنی بود که در سال‌های ۱۳۳۹-۱۳۴۰ توسط ایرج مستعان، پری اباصلتی و هوشنگ میرهاشم در مجله اطلاعات بانوان در شهر تهران تاسیس شد. این انجمن که به مدت حدود ۲۱ سال به آماده کردن دختران و زن‌های جوان برای شرکت در کارهای اجتماعی کمک می‌کرد، با انقلاب ۱۳۵۷ منحل شد. این انجمن فعالیت‌های اجتماعی، آموزشی، فرهنگی، خیریه و ورزشی در حوزه زنان داشت. انجمن کلاس‌های مختلف ماشین نویسی، خیاطی، آرایش، گل‌سازی، گل آرایی، خانه‌داری، آشپزی، شمع‌سازی، رانندگی، زبان فارسی و انگلیسی و ... و برنامه های تفریحی مانند پیک‌نیک، کاروان‌های اسکی، اردوهای کنار دریا و سخنرانی‌های اجتماعی، حقوقی و آموزشی و کنسرت های مختلف برگزار می‌کرد. تیم‌های ورزشی این انجمن در تمام رشته‌ها شرکت می‌کردند و از قدرتمندترین تیم‌های ورزشی زنان ایران بودند.

## تیم‌های ورزشی
اولین تیم فوتبال زنان در انجمن دوشیزگان و بانوان تشکیل شد تا در مقابل تیم دختران ایتالیا مسابقه دهد. تیم‌های ورزشی انجمن از قدرتمندترین و تاثیرگذارترین تیم‌های لیگ‌های ورزشی استان تهران و کشور در دهه ۱۳۴۰ بوده‌اند. اولین تیم‌ملی والیبال ایران که برای مسابقه دوستانه برابر تیم قهرمان جهان ژاپن در شهریور ماه سال ۱۳۴۲ تشکیل شد، تنها شامل بازیکنان تیم‌های قهرمان و نایب قهرمان تهران، یعنی باشگاه تاج و انجمن بود. تقریباً نیمی از بازیکنان تیم والیبال ایران در مسابقات آسیایی ۱۹۶۶ که اولین مدال ورزش زنان کشور را کسب کرد از اعضای تیم والیبال انجمن دوشیزگان و بانوان بودند.

### تیم والیبال
تیم والیبال این باشگاه بیش از ۷ بار در جام قهرمانی باشگاه‌های تهران به مقام قهرمانی رسید. از بازیکنان شناخته شده این تیم می‌توان از ماری تت، نسرین شکوفی، مینا فتحی، دیانا پارسیان و پری فردی نام برد.

#### دست آوردها
جام قهرمانی دختران باشگاه‌های تهران
- قهرمان: ۱۳۴۰، اردیبهشت ۱۳۴۶، زمستان ۱۳۴۶، ۱۳۴۷، اردیبهشت ۱۳۴۸، زمستان ۱۳۴۸، ۱۳۴۹ [۸][۹][۱۰][۱۱]
- نایب قهرمان: ۱۳۴۳، مرداد ۱۳۴۴ [۱۲]

### تیم بسکتبال
تیم بسکتبال این باشگاه بیش از ۶ بار در جام قهرمانی باشگاه‌های تهران به مقام قهرمانی رسید. از بازیکنان شناخته شده این تیم می‌توان از نینا زرگر صالح و سهیلا روحانی نام برد.

#### دست آوردها
جام قهرمانی دختران باشگاه‌های تهران
- قهرمان: اردیبهشت ۱۳۴۷، زمستان ۱۳۴۷، ۱۳۴۸، زمستان ۱۳۴۸، مرداد ۱۳۴۹ [۱۳][۱۴]
- نایب قهرمان: بهمن ۱۳۴۹ [۱۵][۱۶][۱۳]

### تیم تنیس روی میز
از بازیکنان تنیس روی میز شناخته شده این باشگاه می‌توان از روحی پندنواز نام برد.